# Дударево (платформа)
Дударево (бел. Ду́дарава) — железнодорожная платформа Гомельского отделения Белорусской железной дороги в Добрушском районе Гомельской области Беларуси, на линии Гомель — Закопытье. Расположена около деревни Ларищево, в 1,6 км на северо-запад от посёлка Дударево, на линии Дубецкий — Новобелицкая, между станцией Добруш и станцией Ларищево. 

## Описание
Состоит из одной низкой боковой платформы и пассажирского павильона.
По Дударево осуществляется движение пригородных поездов «Гомель — Добруш» и «Гомель — Новозыбков».

## Остановочные пункты
| Предыдущая станция | Белорусская железная дорога | Следующая станция |
| ------------------ | --------------------------- | ----------------- |
| Добруш             | Дубецкий — Новобелицкая     | Ларищево          |